# 굿펠로우나무타기캥거루
굿펠로우나무타기캥거루(Dendrolagus goodfellowi)는 캥거루과에 속하는 나무타기캥거루 유대류의 일종이다. 12종으로 이루어져 있는 나무타기캥거루속에 포함된다. 뉴기니섬과 인도네시아 이리안자야 주 중부 국경 열대 우림의 토착종이다. 국제 자연 보전 연맹(IUCN)이 멸종위기종(EN, Endangered species)으로 분류하고 있으며, 이는 과도한 사냥과 주민들의 서식지 잠식에 따른 결과이다. 학명은 영국인 동물 수집가 굿펠로우(Walter Goodfellow)의 이름에서 유래했다.

## 특징
다른 나무타기캥거루들처럼, 굿펠로우나무타기캥거루는 육상 캥거루와 겉모습이 아주 다르다. 육상에 사는 캥거루류와는 달리, 다리는 앞발과 비교해서 불균형적으로 크지 않고, 강하고 끝이 굽은 발톱은 나무 가지를 붙잡기 위해 긴 꼬리는 균형을 잡기 편하다. 이와 같은 특징들 모두 나무 위의 생활을 돕기 위한 것들이다. 굿펠로우나무타기캥거루는 양털같은 짧은 털을 갖고 있으며, 보통 고동색부터 적색-갈색을 띠며, 얼굴은 회갈색, 뺨과 다리는 노란색을 띤다. 배 쪽으로 갈수록 색이 연해지며, 긴 꼬리는 황금색 갈색을 띠고 등 쪽으로 두 줄의 황금색 줄무늬가 나 있다. 몸무게는 약 7kg 정도이다. 굿펠로우나무타기캥거루는 땅에서는 느리고 서투르며, 걷는 걸음으로 움직이고 어색하게 뛰며, 무거운 꼬리를 균형잡기 위하여 몸을 앞쪽으로 기울인다. 그러나 나무에서는 대담하고 재빠르다. 앞발로 나무 기둥을 감싸 붙잡고 오르며, 강력한 뒷다리로 뛰어서 앞발이 앞으로 미끄러져 나가도록 한다. 다른 노력없이 땅에서 9m까지 뛰어 오를 정도로 놀라울 정도의 도약 능력을 갖고 있다고 알려져 있다.

## 아종
2종의 아종이 알려져 있다.
- 굿펠로우나무타기캥거루 (Dendrolagus goodfellowi goodfellowi)
- 버거스나무타기캥거루 (Dendrolagus goodfellowi buergersi)

## 갤러리

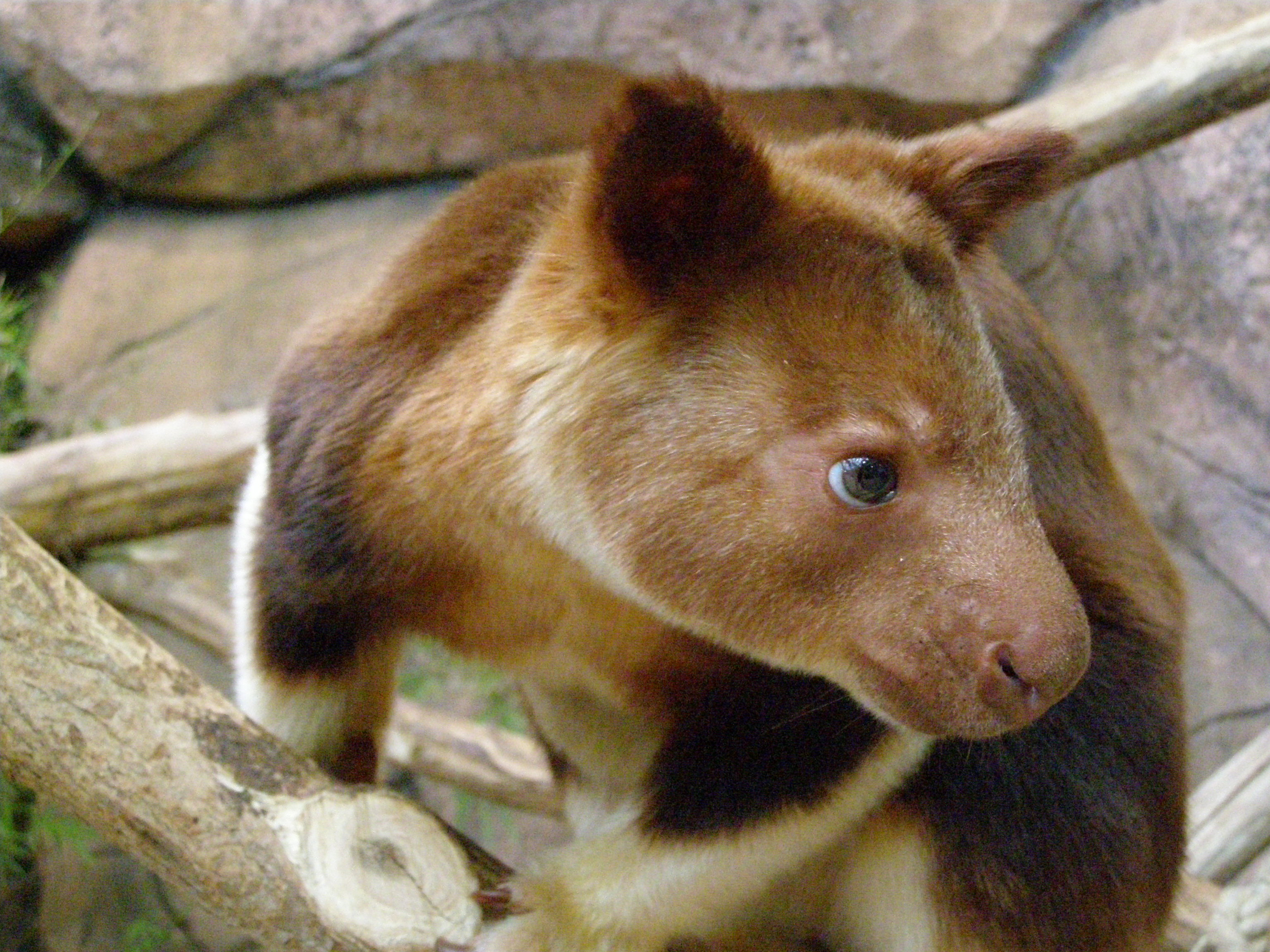
Dendrolagus goodfellowi
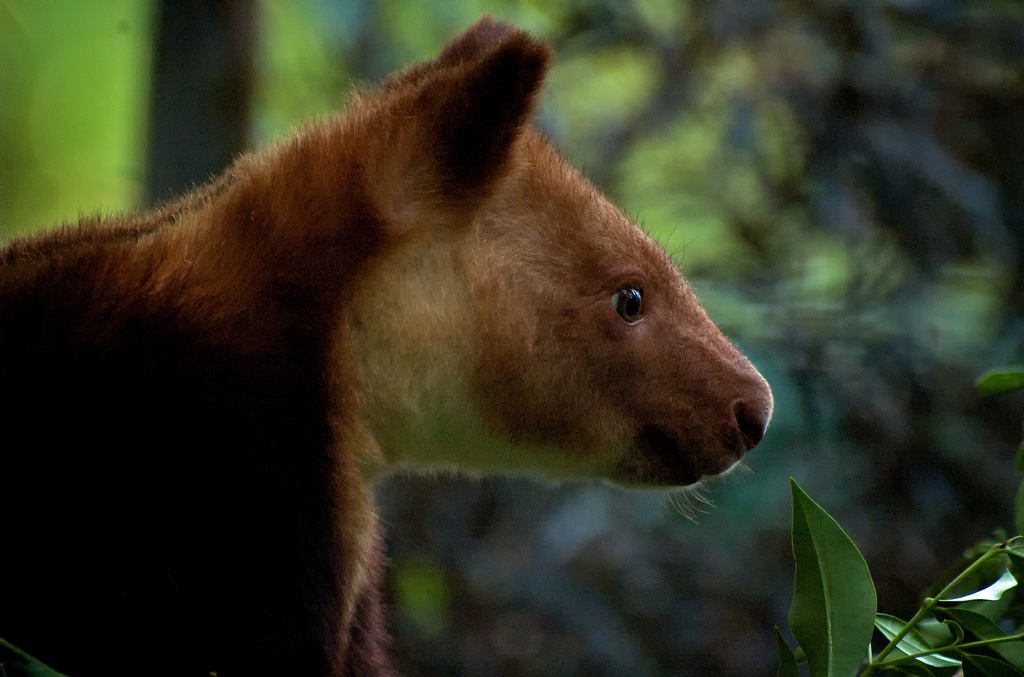
오스트레일리아 퍼스 동물원의 성체.
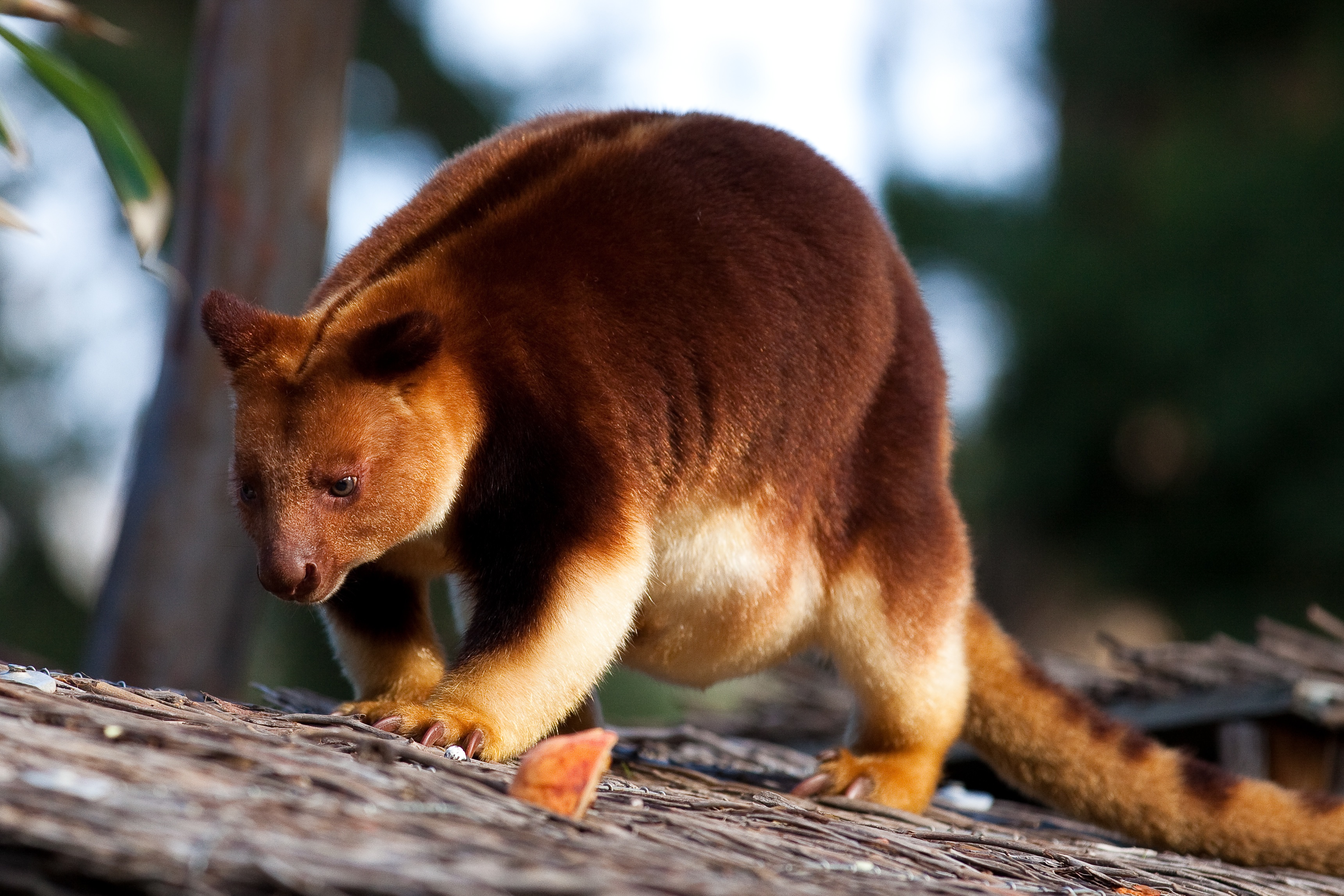
오스트레일리아 멜버른 동물원.
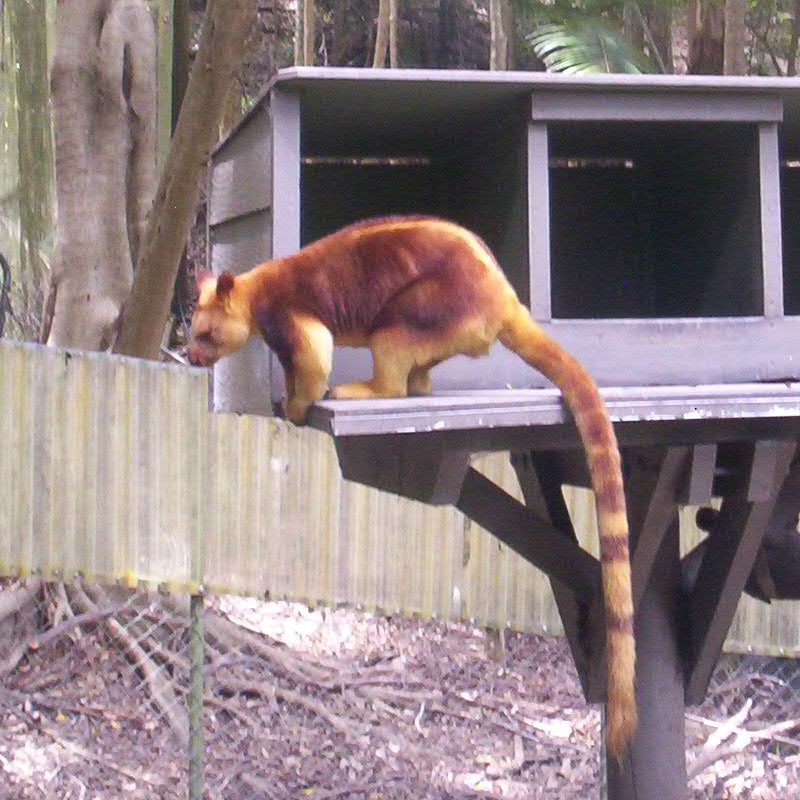
오스트레일리아 퀸즐랜드 주 커럼빈 야생동물 보호구역